# ابوصالح منصور
ابوصالح منصور (وفات۹۱۵. م) یک امیرزادهٔ سامانی بود، که در طول حکومت عمویش امير اسماعيل سامانی، پسرعمویش احمد سامانی و نصر دوم به عنوان فرماندار خدمت کرد.

## زندگی
ابوصالح در زمان حکومت اسماعیل بن احمد و احمد سامانی چند استان را اداره می‌کرد. برای اولین بار در ۹۰۲ میلادی از او به عنوان فرماندار ری نامبرده شده، که توسط اسماعیل بن احمد به این عنوان منصوب شده‌است. قلمروی او در ایران تا قزوین بود. در طول حکومت خود در ری، با دانشمند معروف پارسی محمد بن زکریای رازی آشنا شد. در ۹۱۰ یا ۹۱۱ میلادی توسط احمد سامانی به عنوان فرماندار سیستان منصوب شد، با این حال سیاست‌های ظالمانهٔ او در زمینهٔ مالیات باعث شورش در سیستان شد. این شورش توسط محمد بن هرمز، یکی از طرفداران عمرو بن یعقوب صفاری ایجاد شد. ابوصالح دستگیر شد و تا زمانی که شورش توسط لشکری سامانی تحت رهبری حسین بن علی مرورودی، در سال ۹۱۳ سرکوب شد، دستگیر زندانی شده بود. عمرو در حالی که دیگر رهبران شورشی کشته شدند، به سمرقند فرستاده شد. سیمجور دواتی به جای ابوصالح منصور به عنوان فرماندار سیستان جایگزین شد. در ۹۱۴ ابوصالح به عنوان استاندار خراسان منصوب شد، اما بعد از مرگ احمد بن اسماعیل، هرج و مرج به وجود آمد که در نهایت تاج و تخت به نصر دوم، کودکی هشت ساله رسید. پدر ابوصالح، اسحاق بن احمد در حالی که پسرش خود را به عنوان امیر نیشابور اعلام کرده بود، در سمرقند شورش به پا کرد. ابوصالح احتمالاً در ۹۱۵ میلادی در نیشابور به مرگ طبیعی در گذشت، که قبل از آن یک لشکر به رهبری حمویه بن علی علیه او اعزام شد.

## تبارنامه
- سامان‌خدا
  -     - اسد بن سامان
      -         - احمد بن اسد
          -             - اسحاق بن احمد سامانی
              -                 - ابومنصور صالح